# Petalostigma triloculare
Petalostigma triloculare là một loài thực vật có hoa trong họ Picrodendraceae. Loài này được Müll.Arg. miêu tả khoa học đầu tiên năm 1864.

## Hình ảnh

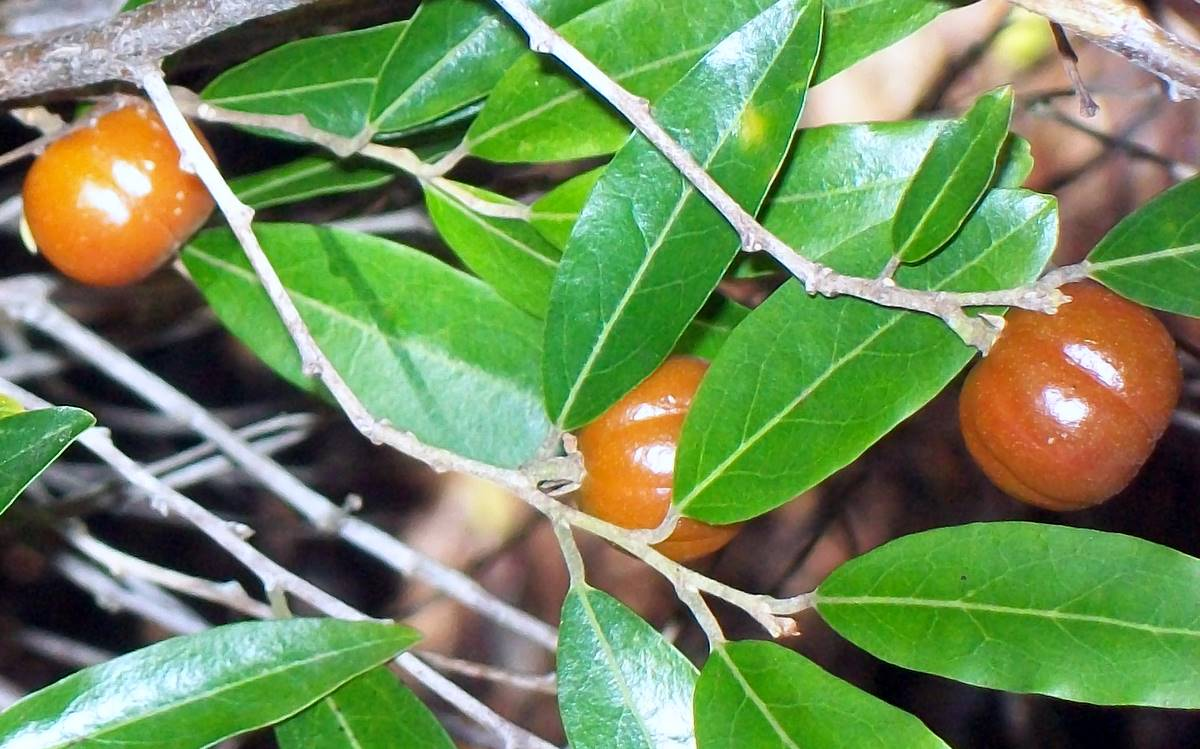
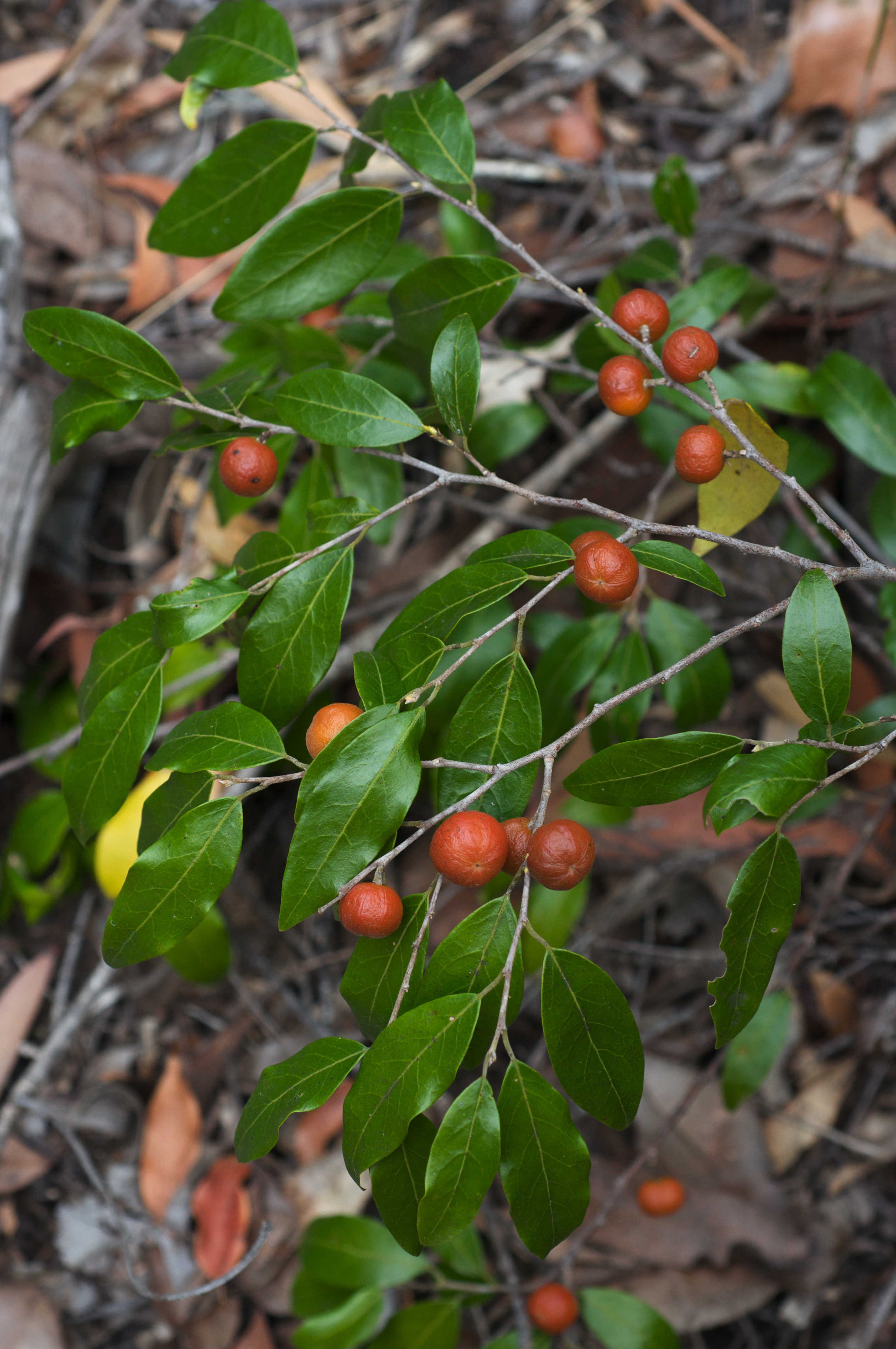